# Toys in the Attic
Toys in the Attic é o terceiro álbum de estúdio da banda  de hard rock estadunidense Aerosmith, editado em 1975. Hoje é considerado um clássico do rock. Este álbum está na lista dos 200 álbuns definitivos no Rock and Roll Hall of Fame.
Em 2003, o disco foi incluído na lista da revista Rolling Stone no nº 228 dos 500 Melhores Álbuns de Todos os Tempos.
A faixa "Toys in the Attic" está incluída na lista "The Rock and Roll Hall of Fame's 500 Songs that Shaped Rock and Roll".

## Alinhamento de faixas
| Lado 1 |                       |                          |         |  |
| N.º    | Título                | Compositor(es)           | Duração |  |
| 1.     | "Toys in the Attic"   | Joe Perry e Steven Tyler | 3:05    |  |
| 2.     | "Uncle Salty"         | Tom Hamilton e Tyler     | 4:10    |  |
| 3.     | "Adam's Apple"        | Tyler                    | 4:34    |  |
| 4.     | "Walk This Way"       | Perry e Tyler            | 3:40    |  |
| 5.     | "Big Ten Inch Record" | Fred Weismantel          | 2:16    |  |

| Lado 2         |                     |                       |         |  |
| N.º            | Título              | Compositor(es)        | Duração |  |
| 1.             | "Sweet Emotion"     | Hamilton e Tyler      | 4:34    |  |
| 2.             | "No More No More"   | Perry e Tyler         | 4:34    |  |
| 3.             | "Round and Round"   | Tyler e Brad Whitford | 5:03    |  |
| 4.             | "You See Me Crying" | Darren Solomon, Tyler | 5:12    |  |
| Duração total: | Duração total:      | Duração total:        | 36:24   |  |

## Créditos
- Tom Hamilton - baixo, guitarra rítmica
- Joey Kramer - percussão, bateria, vocais
- Joe Perry - guitarra acústica, baixo, guitarra, percussão, guitarra rítmica, vocais, backing vocals, slide guitar
- Steven Tyler - baixo, gaita, percussão, teclado, vocais
- Brad Whitford - guitarra, guitarra rítmica

### Adicionais
- Scott Cushnie - piano
- Michael Mainieri, Jr. - conductor
- Jay Messina - percussion, marimba

## Produção
- Produtor: Jack Douglas
- Engenheiro: Jay Messina
- Assistentes de engenheiro: Rod O'Brien, Corky Stasiak, David Thoener
- Mastering: Doug Sax
- Arrangers: Aerosmith, Jack Douglas, Steven Tyler
- Orchestral arrangements: Michael Mainieri, Jr.
- Diretores: David Krebs, Steve Leber
- Design: Ken Fredette, Lisa Sparagano
- Ilustrações: Ingrid Haenke
- Photografia: Jimmy Ienner, Jr.

## Charts
| Críticas profissionais | Críticas profissionais |
| Avaliações da crítica  | Avaliações da crítica  |
| Fonte                  | Avaliação              |
| ---------------------- | ---------------------- |
| allmusic               | [ 4 ]                  |
| Rolling Stone          | [ 5 ]                  |
| Robert Christgau       | B+                     |

Álbum - Billboard (América do Norte)
| Ano  | Chart      | Posição |
| ---- | ---------- | ------- |
| 1975 | Pop Albums | 11      |

Singles - Billboard (América do Norte)
| Ano  | Single          | Chart                  | Posição |
| ---- | --------------- | ---------------------- | ------- |
| 1975 | "Sweet Emotion" | Pop Singles            | 36      |
| 1977 | "Walk This Way" | Pop Singles            | 10      |
| 1991 | "Sweet Emotion" | Mainstream Rock Tracks | 36      |